# Горенци (община Вапа)
Вижте пояснителната страница за други значения на Горенци.
Го̀ренци (на македонска литературна норма: Горенци; на албански: Gorenci) е село в Северна Македония, в община Вапа (Център Жупа).

## География
Селото е разположено в областта Жупа в северозападните склонове на планината Стогово близо до брега на Дебърското езеро.

## История
В XIX век Горенци е българо-помашко село в Дебърска каза на Османската империя. В „Етнография на вилаетите Адрианопол, Монастир и Салоника“, издадена в Константинопол в 1878 година и отразяваща статистиката на населението от 1873 година, Горенци е посочено като село с 60 домакинства, като жителите му са 105 помаци и 63 българи.
Според статистиката на Васил Кънчов („Македония. Етнография и статистика“) в 1900 Горно и Долно Горенци има 84 жители българи християни и 350 българи мохамедани.
На Етнографската карта на Битолския вилает на Картографския институт в София от 1901 година Горенци е смесено село българи, помаци, албанци и турци в Дебърската каза на Дебърския санджак с 85 къщи.
Цялото християнско население на селото е под върховенството на Българската екзархия. По данни на секретаря на екзархията Димитър Мишев („La Macédoine et sa Population Chrétienne“) в 1905 година в Горенци има 200 българи екзархисти.
Според статистика на вестник „Дебърски глас“ в 1911 година в Горенци има 14 български екзархийски и 42 помашки къщи.
При избухването на Балканската война 16 души от Горенци са доброволци в Македоно-одринското опълчение. След Междусъюзническата война селото попада в Сърбия.
В 1915 година, по време на Първата световна война, селото е анексирано от Царство България. Към 1 март 1916 година Горно Горенци и Долно Горенци са част от Парешката община на българската Дебърска околия.
Църквата „Света Варвара“ е от 1926-1927 година.
Според преброяването от 2002 година селото има 267 жители.
| Националност | Всичко |
| македонци    | 37     |
| албанци      | 9      |
| турци        | 221    |
| роми         | 0      |
| власи        | 0      |
| сърби        | 0      |
| бошняци      | 0      |
| други        | 0      |

## Личности
Родени в Горенци
- Дойчин Атанасов Аврамов, македоно-одрински опълченец, 18-годишен, столар, I клас, 3 рота на 1 дебърска дружина[10] През Първата световна война награден с орден „За храброст“, IV степен.[11]
- Силян Аврамов, македоно-одрински опълченец, 24-годишен, столар, II клас, 3 рота на 1 дебърска дружина, носител на сребърен медал[12]